# Jeu pathologique
 Mise en garde médicale
Le jeu pathologique (aussi nommé jeu compulsif, jeu excessif ou ludomanie) est une forte dépendance compulsive aux jeux et paris malgré les conséquences négatives ou le désir d'arrêter. De sévères problèmes de jeux peuvent être diagnostiqués en tant que jeu pathologique clinique si le joueur rencontre certains critères. Ce trouble est reconnu en tant que trouble des habitudes et des impulsions par l'Association américaine de psychiatrie.

## Définition
Parmi ceux qui s'adonnent aux jeux de hasard et d'argent, certaines personnes développent une pathologie : le jeu devient une maladie ou une dépendance, plus précisément une dépendance comportementale, se traduisant par une impulsion incontrôlable à miser de l'argent. La dépendance est caractérisée par un état de besoin impérieux de faire une activité, ou de consommer une substance, et par la nécessité d'en augmenter la fréquence ou la dose afin d'en maintenir l'effet et d'éviter l'état de manque (malaise, angoisse). En 1980, l'association américaine de psychiatrie reconnaissait le jeu pathologique comme un trouble de l'impulsion (DSM-III, 1980). Selon une étude, 1 à 2 % des adultes répondraient aux critères du jeu pathologique.
Sur le plan de la politique de la santé, le débat s'articule autour de deux conceptions opposées. D'un côté, une position défendue par l'industrie américaine et européenne des jeux d'argent, pour qui le taux de prévalence du jeu pathologique n'est pas corrélé à l'accessibilité aux activités de « jeu », et selon eux il n'y aurait pas lieu de les réglementer. D'un autre côté, il y a ceux pour qui une réglementation à ce niveau peut limiter substantiellement le nombre de joueurs pathologiques et les coûts sociaux importants qui sont associés à cette psychopathologie.

## Approche de plusieurs pays
Divers pays prennent en compte le problème du jeu pathologique.
- En Suisse, la dimension morale et sociale du jeu a été prise en compte lors du débat politique sur l'ouverture des casinos. Outre une limitation des établissements et une réglementation de leur exploitation, le jeu pathologique est traité dans des unités spécialement créées.

- Au Québec, on estime qu’environ 81 % de la population participent à au moins un jeu de hasard et d’argent, et que 5 % de cette population serait aux prises avec un problème de jeu au sujet duquel de nombreuses études ont été menées. La majorité des acteurs impliqués (chercheurs, intervenants, gouvernement, la société Loto-Québec qui gère cette industrie) s'entend pour dire (à des degrés différents) que l'accessibilité est un facteur déterminant dans le développement du jeu compulsif au sein de la population[réf. nécessaire][1].

- En France se développe un intérêt pour le développement d’un  modèle de jeu maîtrisé et responsable. Une étude de prévalence a été réalisée par l’OFDT (Observatoire français des drogues et des toxicomanies) et l’INPES (Institut national de prévention et d'éducation pour la santé) afin de mesurer le taux de prévalence du jeu excessif[2] : 1,3 % de la population aurait un comportement de jeu problématique. La Française des Jeux, qui détient le monopole des jeux de loterie et de paris sportifs sur tout le territoire français, a été l’une des premières loteries à avoir obtenu la certification « Jeu Responsable de l’association European Lotteries ». Les engagements de FDJ en matière de « Jeu responsable » sont formalisés dans un plan d’action remis chaque année au CCJ (Comité Consultatif des Jeux), qui conseille notamment le Ministre du budget dans la mise en œuvre de la politique d’encadrement des jeux.

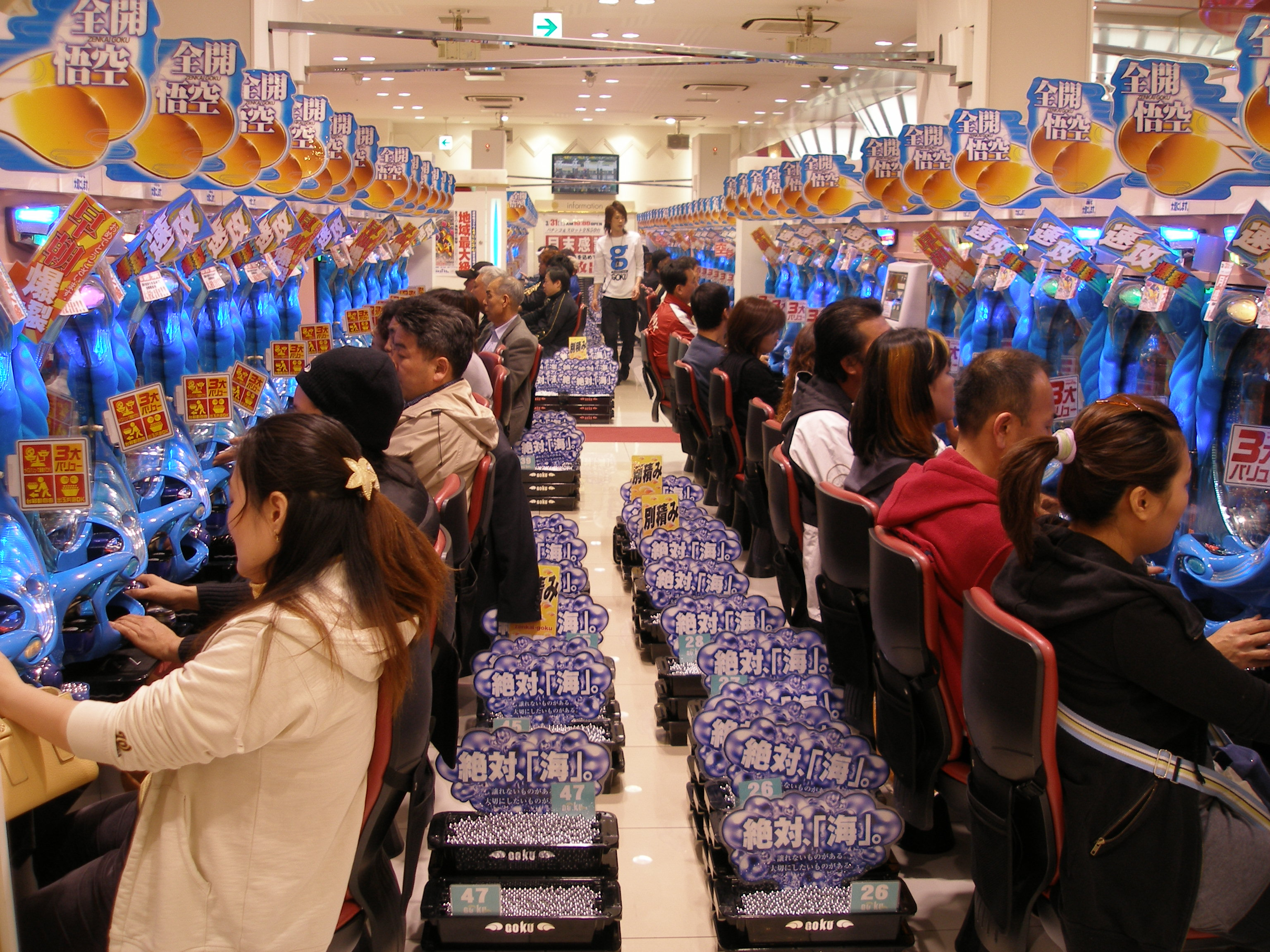
La salle (“Goku”) des machines à sous (“Pachinko”), à Osaka (Japon), en 2007. Selon l'auteur de la photo : la massification du jeu d'argent et la promiscuité des joueurs font que le bruit à l'intérieur est assourdissant. S'adonner compulsivement au jeu sur les machines à sous est un exemple emblématique du jeu pathologique, parfois appelé « ludopathie ».

On ne mesure pas la pathologie d'un joueur simplement par le montant d'argent qu'il dépense au « jeu ». Un individu à l'aise financièrement peut jouer d'importantes sommes d'argent sans que cela représente un problème pour lui. À l'inverse, le cas de personnes ayant un faible revenu ou bénéficiant de minima sociaux, qui dépensent des sommes moins importantes aux jeux d'argent, se révèle parfois beaucoup plus problématique.
Le jeu, autant dans le domaine de la loterie et du bingo que dans celui des appareils de loteries vidéo (machines à sous) et des casinos, devient pathologique lorsqu'il génère plus de difficultés dans la vie de la personne que de divertissement. Si le jeu accapare l'argent dévolu à d'autres fins telles le compte d'électricité ou la facture d'épicerie ou, dans des proportions encore plus graves, le temps et l'attention qui devraient, par exemple, être consacrés à la famille (enfants, conjoint...). Ou encore, si le jeu constitue une dépendance au même titre qu'une substance psychotrope, c'est-à-dire lorsque la personne ne peut s'empêcher ou s'arrêter de jouer (quand elle ne joue pas, elle y pense sans arrêt et se sent irritée, elle n'a plus le goût de rien faire et elle se trouve dans un état de manque).

## Facteurs
Il n'existe pas une cause en particulier. Chaque joueur a ses propres raisons de jouer. Mais dans la plupart des cas, la personne essaie de détourner l'attention d'autrui ou de démontrer un sentiment de malaise.
Certaines personnes jouent parce qu'elles ressentent la nécessité de succès spectaculaire. Ces personnes auront par exemple appris, souvent dans leur famille, qu'on est aimé et estimé des autres pour ce que l'on fait, pour nos succès, plutôt que pour ce que l'on est. De plus, parmi ceux qui ont appris qu'il est nécessaire d'avoir du succès pour avoir l'attention et être reconnu, la persévérance, peut venir soutenir le comportement de chasing (le fait de revenir jouer sans cesse dans le but de regagner l'argent perdu). Le joueur compulsif s'entête à persévérer et non à s'obstiner contre le jeu.
D'autres expriment, par le comportement de jeu compulsif, de la colère ou de la rébellion. Ceci est basé sur la supposition que le jeu est un comportement qui sera perçu par la famille et les autres comme déviant et dérangeant. Certains sont en quête d'une libération d'un état de dépendance émotive par la recherche d'une activité qu'ils peuvent contrôler. Cela en prenant appui sur le lien qu'ils ont établi entre indépendance financière et indépendance émotive. Aussi, bon nombre de joueurs et de joueuses cherchent l'acceptation sociale, puisque autour d'une table de jeux, tous sont égaux (« Si vous avez l'argent, vous êtes accepté »).
De nombreuses personnes qui ont un problème avec le jeu compulsif jouent dans le but de fuir des émotions douloureuses. Par exemple, les joueurs dépressifs peuvent ressentir un regain d'énergie ou une libération d'endorphine en jouant. Ensuite, le jeu demande de l'attention, ce qui a pour effet de distraire l'individu de ses problèmes. De plus, les activités à hauts risques comme le jeu, de par les sentiments d'excitation qu'elles procurent, combattent le sentiment de vide et de mort. En outre, le jeu a comme effet de ralentir les personnes souffrant d'hyperactivité. Enfin, le jeu peut aussi être pratiqué afin de prolonger la phase « maniaque » d'une maniaco-dépression.

### Dépendance physiologique au jeu
Des recherches récentes tendent à démontrer ce que de nombreux cliniciens avaient déjà observé, à savoir qu'il se développe chez certains joueurs une véritable dépendance physiologique au jeu. La revue Neuron a publié les résultats d'une importante recherche sur le sujet. Les réponses neurologiques accompagnant l'anticipation et l'expérience de gains et de pertes monétaires ont été imagées par résonance magnétique. L'étude comptait une phase initiale d'anticipation lors de laquelle trois sommes d'argent étaient présentées, et une phase de résultats lors de laquelle une somme était octroyée.
Les données hémodynamiques dans le SLEA (subtenticular extended amygdala) et le gyrus orbital ont présenté une augmentation des réponses neurologiques proportionnelle aux montants attendus. (Régions touchées : nucleus, SLEA et hypothalamus.) Ce sont précisément les zones et régions du cerveau impliquées dans la consommation de la cocaïne.
Les résultats indiquent, à l'instar de ceux des études portant sur les stimulus tactiles, gustatifs et les drogues euphorisantes, un réseau commun de circuits neurologiques activés par l'attribution de certaines récompenses (cf. « système de récompense »).
Il est supposé, à la lumière de cette recherche et de certaines autres, que plus l'exposition au jeu est longue et fréquente, plus le risque d'une dépendance physiologique est élevé.
Différents neuro-transmetteurs, tels l'endorphine et la dopamine, semblent jouer dans cette dépendance un rôle tout aussi important que pour la dépendance aux drogues neuro-stimulantes comme la cocaïne.

### Distorsion cognitive et effets paradoxaux
La programmation des appareils de loterie-vidéo (ALV) et des autres appareils électroniques de jeu induirait une distorsion cognitive chez les joueurs. Cette distorsion du processus cognitif serait en bonne partie responsable du très haut taux de joueurs pathologiques pour ces jeux (environ 90 % des joueurs pathologiques et à problèmes). La distorsion serait due à plusieurs éléments. Le plus important serait le résultat d’une habile combinaison entre la fréquence relativement élevée de lots et les montants de ceux-ci.
De petits lots apparaissent régulièrement mais les lots significatifs sont beaucoup plus rares. Ceci pourrait être considéré comme conforme aux probabilités mais ce n'est qu'une apparence. En pratique, les placeurs et gestionnaires de jeux connaissent très bien deux données fondamentales à l'évaluation financière de leur activité : le taux de retour, qui est la fréquence selon laquelle des gains seront délivrés (tous montants confondus, y compris inférieurs à la mise) et le taux d'encaissement, qui est le rapport entre les sommes misées et les sommes réellement récupérées par les joueurs (au terme de la phase de jeu). Les réglages des machines à sous de tous types sont effectués de manière à d'une part donner suffisamment d'espoir de gain (par un taux de retour élevé) et d'autre part assurer un bénéfice satisfaisant pour le placeur (par un taux d'encaissement relativement bas).
L’actuel taux de retour est de 92 % et le taux d’encaissement d'environ 78 %. Si on augmentait le taux de retour à 93 %, le taux d'encaissement risquerait de devenir nettement inférieur à 75 %. Du moins, c'est ce qui s'est produit sur les riverboats américains. En fait, tous les organismes de jeu souhaitent augmenter leur taux de retour jusqu'à 93-95 %. Un taux de retour supérieur serait encore plus addictif. Ce qui empêche des taux de retour de 96-99 % est le temps plus long que cela prendrait à un joueur pour perdre son argent. Il faudrait alors selon l’étude Leblond, 50 000 appareils au Québec pour avoir quelques sièges de libres pour les nouveaux clients. » Ainsi, plus le taux de retour est élevé, plus il y a risque que l'appareil crée des joueurs pathologiques.
D’autres éléments de la programmation participeraient à cette distorsion cognitive. Entre autres, celui de simuler un processus mécanique. Le joueur devant son écran a ainsi l’impression d’être devant des rouleaux mécaniques qui tournent et qui s’arrêtent comme si leur mouvement était déterminé mécaniquement. Pour Leblond, « l’objectif de ces mouvements pseudomécaniques est de favoriser l’impression fausse qu’il y a dans les ALV une mécanique qui s’exerce en fonction des lois physiques ». L’appareil est ainsi programmé pour donner l’illusion au joueur qu’il a bien failli gagner un lot. Les images qui s’affichent donnent très régulièrement des lignes presque gagnantes, des mains presque gagnantes…, et ce, bien que le lot soit en fait déterminé dès le moment où le joueur lance la machine.
Les images qui s’affichent, le bouton d’arrêt ou le manche ne sont là que pour induire les gens en erreur puisqu’ils n’ont en fait aucun contrôle sur l’issue du jeu. De plus, il est aussi important de ne donner aucun repère sur le temps de jeu ou les sommes dépensées par le joueur. Celui-ci doit oublier le temps qui passe devant ces machines et l’argent qu’il y a dépensé. En fait, ces machines seraient presque des « minis-casinos ». Les ALV et autres appareils électroniques de jeu, en particulier les machines à sous, manifesteraient donc un surdosage de caractéristiques qui conduisent au jeu pathologique… La rentabilité de ces appareils et des établissements de jeu qui les recueillent dépendrait donc en grande partie du jeu pathologique.
Un second point important de l’étude de ce chercheur conclut au caractère iatrogène des messages du type « jouez avec modération » ou « pour que le jeu demeure un jeu. » Une fois que la dépendance psychologique est installée, il est illusoire de croire que l'on puisse contrôler les dommages en faisant appel à la modération. Une aide clinique professionnelle est nécessaire. Le rôle de l'État est important pour éviter de prendre les solutions les moins coûteuses pour éliminer cette pathologie, comme la création de ces slogans. Leblond a eu recours au concept d'optimisme irréaliste afin d'avancer le caractère iatrogène plausible du message. Si la modération (un moyen facile) était suffisante pour contrer les dommages, pourquoi aurait-on peur de devenir malade ? Quand on y regarde de près, le message « Jouez avec modération » représente en fait une stratégie amenuisant les attitudes de prudence salutaire envers le jeu pathologique. Le dépliant qui est disponible avec les ALV comporte aussi ces messages qui donnent au joueur un faux sentiment de sécurité et ce d’autant qu’il ne fait référence qu’au taux officiel de prévalence générale (2,1 %), mais pas au taux de prévalence du jeu compulsif au sein des joueurs réguliers d’ALV (machines à sous) qui est, lui, de 25 à 50 %.

### Cognitions erronées: concept central du jeu pathologique
Le psychanalyste Emmanuel Deun, spécialiste de l’addiction aux jeux d’argent, s’intéresse aux fausses croyances ou cognitions erronées des joueurs. Il souligne la façon dont les cognitivistes ont abordé cette clinique et l'enrichit par l’approche psychanalytique, intégrant la notion d’Inconscient. Selon ses travaux, le postulat selon lequel le joueur espère gagner s’inverse : le joueur pathologique ne jouerait peut-être pas pour gagner mais pour perdre. Ces deux visions ne sont pas antagonistes, elles coexistent. Considérant l'addiction au jeu comme un problème majeur de santé publique, il invite à réfléchir à de nouvelles pratiques cliniques réconciliant approches cognitiviste et psychanalytique.[pas clair]

### Caractère ludique
« Jeu : Activité physique ou mentale purement gratuite, qui n’a dans la conscience de celui qui s’y livre, d’autre but que le plaisir qu’elle procure ».
Aujourd'hui on remet en question l'idée que le fait de s’adonner à des jeux de hasard et d'argent représente une activité ludique et récréative. L’arrivée massive des machines à sous et autres appareils électroniques de « jeux » a beaucoup modifié l’image que représentaient autrefois les jeux de hasard et d’argent. Si auparavant les casinos étaient réservés à une clientèle bourgeoise qui s’y rendait pour socialiser et s’amuser, ce n’est assurément plus le cas aujourd’hui. Les ludiques jeux de table ont laissé place aux populaires, lucratives et très addictives machines à sous. De nombreuses études de prévalence des jeux d'argent au sein de la population démontrent qu'entre 80 % et 90 % des joueurs pathologiques souffrent d'addiction aux différentes formes d'appareils de loteries électroniques (loteries vidéo, machines à sous, keno, etc.).
S’adonner aux machines à sous et autres appareils de loteries électroniques ne semble pas représenter pour la majorité des joueurs une activité récréative et ludique. On s’adonnerait à ces jeux populaires d’abord dans le but d’y gagner de l’argent, et rapidement certains tomberaient dans le piège de l’addiction.
Si l’industrie du gambling a beaucoup évolué depuis vingt-cinq ans, il semble que le discours des experts en matière de jeu pathologique n'ait guère lui évolué depuis l'époque de Dostoïevski. Ceux-ci ne prendraient pas suffisamment en compte les développements technologiques qui ont eu cours au sein de cette industrie. Les machines à sous électroniques et autres appareils électroniques de jeux n’ont apparemment rien de ludique, puisqu'ils sont conçus pour créer une forte dépendance chez ceux qui s’y adonnent sur une base régulière et à une fréquence élevée.

## Critères diagnostiques
Le Manuel diagnostique et statistique des troubles mentaux (DSM-5) donne neuf critères diagnostiques :
1. Besoin de jouer avec des sommes d'argent croissantes pour atteindre l’état d’excitation désiré.
2. Agitation ou irritabilité lors des tentatives de réduction ou d’arrêt de la pratique du jeu.
3. Efforts répétés mais infructueux pour contrôler, réduire ou arrêter la pratique du jeu.
4. Préoccupation par le jeu (p. ex. préoccupation par la remémoration d'expériences de jeu passées ou par la prévision de tentatives prochaines, ou par les moyens de se procurer de l’argent pour jouer).
5. Joue souvent lors des sentiments de souffrance/mal-être (p. ex. sentiments d’impuissance, de culpabilité, d’anxiété, de dépression).
6. Après avoir perdu de l'argent au jeu, retourne souvent jouer un autre jour pour recouvrer ses pertes (pour « se refaire »).
7. Ment pour dissimuler l'ampleur réelle de ses habitudes de jeu.
8. Met en danger ou a perdu une relation affective importante, un emploi ou des possibilités d'étude ou de carrière à cause du jeu.
9. Compte sur les autres pour obtenir de l'argent et se sortir de situations financières désespérées dues au jeu.

## Expression «jeu excessif»
L'expression « jeu excessif » a été créée et popularisée par le psychologue, professeur et chercheur québécois Robert Ladouceur de l'Université Laval, au Québec. Cette expression se veut moins péjorative que celles de « jeu compulsif » et « jeu pathologique ». Elle réfère aux jeux de hasard et d'argent perçus comme « activités ludiques et récréatives ». Aux États-Unis, l'industrie des jeux de hasard et d'argent, ainsi que les fondations qui lui sont associées utilisent aussi ce type d'expression, la plus populaire est gaming en lieu et place de gambling (exemple : responsable gaming).
La majorité des travaux de ce chercheur ont été financés par l'industrie des jeux de hasard et d'argent, des services corporatifs et Loto-Québec en particulier.[réf. nécessaire]

### Légalisation des jeux d'argent

#### France
En 2010, sous la présidence de Nicolas Sarkozy l'état français a ouvert le marché des jeux de hasard et d'argent (auparavant monopole public au travers de La Française des jeux). Officiellement, ce texte a pour but de « mettre fin au développement sauvage » des jeux d’argent sur Internet, tandis que l'opposition politique y voit un renvoi d'ascenseur.
En 2013 un rapport de l'Observatoire français des drogues et toxicomanie permet à un spécialiste en addictologie d'indiquer que les jeunes sont devenus une nouvelle catégorie d'addicts.

#### Québec
Pour certains, la légalisation des jeux d'argent au Québec est faite sans considération éthique ou morale. D'un autre côté, le gouvernement souhaite contrôler une « industrie » illégale qui fonctionne sans flancher depuis des décennies. Plusieurs affirment que le but réel est la taxation sur ce « commerce », puisqu'il était sous la coupe du crime organisé.
L'expression origine de la légalisation, au Québec, des casinos et des appareils de loteries vidéo (terme abrégé en ALV et parfois appelés « machines à sous électroniques ») eurent des effets négatifs sur la santé publique au Québec. Le terme « santé publique » doit être ici pris dans un sens large, car il recouvre les santés mentale, émotionnelle et, par ricochet, physique.
Des milliers d'ALV furent installés dans les bars et autres débits d'alcool au Québec. Cette soudaine et grande accessibilité d'ALV modifia les habitudes de jeu de maints Québécois. Par inexpérience ou inadvertance, le gouvernement québécois ne mit pas en place un programme de prévention et de traitement des problèmes de jeu compulsif. Il y a au moins deux raisons à cet état de fait. Aucune étude d’impact ne fut effectuée et le gouvernement finance peu les organismes qui viennent en aide aux alcooliques et aux toxicomanes. Alors, pourquoi financerait-il les organismes qui viennent en aide aux joueurs compulsifs ? En conséquence, il ne développa aucune mesure de précaution visant à définir des paramètres d’ordre éthique dans lequel aurait pu s’exercer cette légalisation.
Avant cette légalisation, cette activité était peu accessible à la population en général et contrôlée par le crime organisé. Les problèmes de jeu pathologique devinrent répandus par après. Aujourd’hui, environ 5 % des Québécois se définissent eux-mêmes comme des joueurs compulsifs.
L'expression illustre aussi la relation de dépendance économique qui se crée inévitablement entre l'état et son industrie des jeux de hasard et d'argent. En effet, en 2005, les revenus tirés de cette industrie dépassent le milliard de dollars canadiens.
L'expression est aussi occasionnellement utilisée pour illustrer les conflits d'intérêts (avérés ou non) qui existent entre les chercheurs. Certains sont financés par l'industrie des jeux d'argent, privée ou étatique, alors que d'autres, non. À titre d'exemple, on cite souvent les travaux d'un chercheur en psychologie qui aurait reçu, pour des recherches auxquels il est associé, des millions de dollars de cette industrie. Et faute d'une concertation suffisante (notamment entre les groupes et les casinos indépendants), les puissants groupes casinotiers et leurs représentations syndicales, refusant de prendre en compte la complexité du dossier, semblent vouloir s'enfoncer à bon compte dans les jeux de hasard. Au Québec, en effet, pendant plus de dix ans, c'est l'opérateur ludique historique (Loto-Québec) qui a financé et contrôlé les recherches et les études de prévalence sur le jeu excessif.

## Mesures de prévention

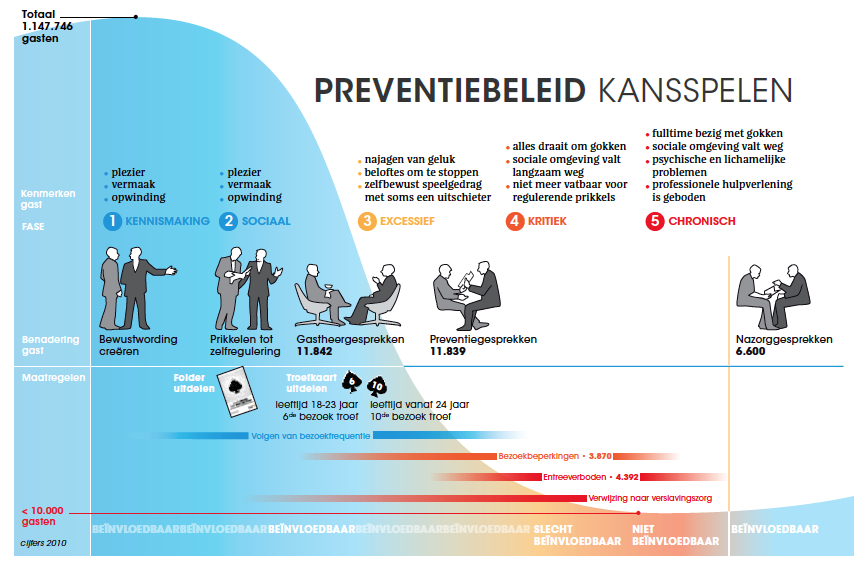
Infographie présentant le système de prévention de la compulsion et de l'addiction au jeu telle que développé aux Pays-Bas par « Holland Casino »

La lutte contre le jeu pathologique commence par la mise en place de campagnes de prévention, et par la limitation de la publicité audiovisuelle.
Ainsi, un rapport du Conseil supérieur de l’audiovisuel au Parlement français, relatif aux conséquences de la publicité en faveur des jeux d’argent et de hasard, préconisait en 2011 :
- l'interdiction de publicité sur les chaines de télévisions et de radios dites pour mineurs ;
- l'interdiction de communication commerciale trente minutes avant et après un programme pour les mineurs ;
- la non dénaturation du contenu des émissions sportives : « lorsque des cotes sont évoquées dans une émission parrainée par un opérateur de paris sportifs ou hippiques, il est recommandé que soit fait référence à une cote moyenne ou, à défaut, à plusieurs cotes émanant de différents opérateurs » ;
- l'adoption d’une charte de bonne conduite par les différents acteurs, visant notamment à « limiter le volume et la concentration des communications commerciales en faveur de ces opérateurs » ;
- l'obligation d’apposition d’un message de mise en garde lors des diffusions des publicités ;

## Traitement de l'addiction aux jeux d'argent
L'addiction aux jeux d'argent, souvent qualifiée de "jeu problématique" ou de "jeu compulsif", est une dépendance comportementale reconnue nécessitant une intervention thérapeutique. Les traitements de cette addiction sont variés et peuvent inclure des thérapies cognitivo-comportementales, qui visent à changer les schémas de pensée et les comportements liés au jeu, ainsi que des médicaments, en fonction des besoins individuels.
En complément de ces approches, des outils et applications de blocage, tels que "STOPJEU" ou "BetBlocker", ont été développés pour empêcher l'accès à des sites de jeux en ligne, offrant ainsi une barrière technologique pour soutenir les personnes cherchant à limiter ou à cesser leur comportement de jeu. Ces méthodes, associées à des groupes de soutien et à une sensibilisation accrue, jouent un rôle essentiel dans la prévention et le traitement du jeu problématique. 